# Jacek Bodyk
Jacek Bodyk (né le 12 juin 1966 à Polkowice) est un coureur cycliste polonais, professionnel en 1992 au sein de l'équipe Lampre-Colnago-Animex.

## Palmarès
- 1987
  - 9e étape du Tour de Pologne
- 1988
  - 4e étape du Tour de Pologne
- 1989
  - 1re et 2e étapes du Tour de Pologne
  - 9e étape du Tour de Basse-Saxe
  - Paris-Joigny
- 1990
  - 8e étape de la Course de la Paix
  - 6eb étape du Circuit des mines
  - 2e du Grand Prix de Chardonnay
- 1991
  - Circuit des Monts du Livradois
  - Grand Prix de la Tomate
  - Trophée de la Montagne bourbonnaise
  - Małopolski Wyścig Górski
  - Prix des Cornards
  - 2e du Tour d'Auvergne
  - 3e du Circuit du Cantal
  - 5e du chammpionnat du monde sur route amateurs
- 1993
  - Souvenir Hugues-Frosini
  - Bourg-Oyonnax-Bourg
  - 1re étape du Tour d'Auvergne
  - 3e étape du Tour Nivernais Morvan
  - Tour de la Porte Océane
  - 2e du Circuit du Cantal
  - 2e du Grand Prix d'Issoire
  - 3e du Circuit de Saône-et-Loire
  - 3e du Grand Prix du Cru Fleurie
- 1994
  - 1re étape du Tour d'Auvergne
  - Route Poitevine
  - 3e étape du Tour du Pays Roannais
  - Grand Prix de Puy-l'Évêque
  - Critérium de La Machine
  - 2e du Tour Nivernais Morvan
  - 2e du Circuit du Cantal
  - 2e du Grand Prix de Saint-Symphorien-sur-Coise
  - 3e du Circuit berrichon
  - 3e du Trophée des Châteaux aux Milandes
  - 3e du Grand Prix de Villapourçon
- 1995
  - Trophée de la ville de Cusset
  - Circuit du Cantal
  - 2e du Grand Prix de Vougy
  - 2e du Grand Prix de Lignac
  - 3e du Tour du Loiret
  - 3e de la Course de la Solidarité olympique
  - 3e du Critérium de La Machine
  - 3e du Grand Prix de Saint-Symphorien-sur-Coise
- 1996
  - Circuit des Monts du Livradois
  - Tour d'Auvergne
  - Tour du Loiret :
    - Classement général
    - 1re et 2e étapes

  - 1re étape du Tour d'Émeraude[1]
  - 4e étape du Tour Nivernais Morvan
  - 1 étape des Trois Jours des Mauges
  - 2e de Bourg-Oyonnax-Bourg
  - 2e des Trois Jours des Mauges
  - 2e du Critérium de La Machine
  - 3e du Grand Prix de Vougy
  - 3e du Circuit du Cantal
- 1997
  - Grand Prix de Monpazier
  - 2e du Grand Prix Christian Fenioux
  - 2e du Critérium de La Machine
  - 3e du Grand Prix de Fougères
  - 3e du Circuit de l'Auxois
- 1998
  - Critérium de La Machine
  - 2e du Circuit des Boulevards
  - 3e du Tour du Charolais
  - 3e du Grand Prix de Vougy
  - 3e du Grand Prix des Grattons
  - 3e du Grand Prix d'Automne
  - 3e du Trophée des champions